# Nimax Theatres
Nimax Theatres Ltd. è un gruppo teatrale di proprietà e gestito da Nica Burns e Max Weitzenhoffer. Nel luglio 2005 Weitzenhoffer e Burns annunciarono che stavano formando Nimax per acquistare quattro dei teatri di Londra da Andrew Lloyd Webber, vale a dire l'Apollo Theatre, il Garrick Theatre, il Duchess Theatre ed il Lyric Theatre, assumendo il controllo nell'ottobre successivo. Inoltre Weitzenhoffer possedeva già il Vaudeville Theatre dal gennaio 2001; fu trasferito nel settembre 2005 alla società di nuova costituzione.
Nell'aprile 2012 la Nimax acquistò il Palace Theatre da Lloyd Webber.

## Teatri
Il gruppo possiede e gestisce sei teatri del West End:
- Apollo Theatre
- Duchess Theatre
- Garrick Theatre
- Lyric Theatre
- Vaudeville Theatre
- Palace Theatre